# Генкин, Яков Михайлович
Генкин Яков Михайлович (февраль 1888 — 1970) — деятель советских спецслужб, старший майор госбезопасности (с 29 ноября 1935 года).

## Биография
Родился в городе Екатеринослав в семье учителя еврейской школы, получил начальное образование.
В 1899—1911 годах — ученик, подмастерье, мастер в слесарно-водопроводных мастерских в Екатеринославе, Одессе и Херсоне.
В 1909 году в Херсоне экстерном сдал экзамены на звание народного учителя.
В 1911—1914 годах — давал частные уроки.
В 1914—1917 годах — в годы войны работал жестянщиком-паяльщиком на консервном заводе в Ставрополе.
После победы Февральской революции 1917 года — председатель Союза металлистов в Ставрополе.
До августа 1917 года — председатель Ставропольского профсовета.
С августа 1917 года по март 1918 года — секретарь Союза табачников в Херсоне.
С марта 1918 по март 1919 года — член Херсонского подпольного окружкома КП(б)У и ревкома.
С марта 1919 года — председатель Херсонского губкома КП(б)У.
До июня 1919 года — заместитель председателя Херсонского губисполкома.
С июня по август 1919 года — председатель Херсонской губЧК (Одесская ЧК).
С августа 1919 года по февраль 1920 года — член подпольного повстанческого штаба в Херсоне во время немецкой оккупации Украины.
С февраля по июнь 1920 года — председатель Херсонского трудсобеза.
С июня по декабрь 1920 года — помощник заведующего отделом Наркомата социального обеспечения РСФСР.
С декабря 1920 года по 1 января 1921 года — помощник уполномоченного 4 отделения СО ВЧК (Секретный отдел).
С 1 января по 8 декабря 1921 года — уполномоченный 4 отделения СО ВЧК.
С 8 декабря 1921 по 20 января 1922 года — начальник 4 отделения СО ВЧК.
В 1922 году заболел тифом, находясь в командировке в Тамбове. Болезнь привела к ампутации ноги.
С 1 декабря 1922 года по 12 июля 1923 года — начальник 9 отделения СО ГПУ в Москве (антисоветские элементы в кооперации).
С 1 декабря 1922 года по 1 января 1924 года — начальник 10 отделения СО ГПУ—ОГПУ СССР (антисоветские еврейские группы и партии).
С 12 июля 1923 года по 1 марта 1931 года — начальник 4 отделения СО ОГПУ СССР (кадеты, монархисты, черносотенцы).
В 1931—1932 годах работал в ЭКУ ОГПУ (экономическое управление ОГПУ).
С 1 апреля 1931 года по 2 августа 1932 года — начальник 4 отделения ЭКУ ОГПУ СССР (финансы; борьба с валютчиками и спекулянтами).
C 1932 года — помощник начальника Главной инспекции ГУРКМ (Главного управления рабоче-крестьянской милиции) при ОГПУ. 
Со 2 августа 1932 года по 25 мая 1933 года — помощник начальника и начальник оперативного отдела ГИМ ОГПУ СССР.
С 25 мая 1933 по 10 июля 1934 года — начальник УСО ОГПУ СССР (Учётно-статистический отдел).
С 10 июля 1934 по 28 ноября 1936 года — начальник УСО ГУГБ НКВД СССР.
С 25 декабря 1936 по 5 июня 1937 года — заместитель начальника 10 отдела ГУГБ НКВД СССР (Тюремный отдел).
С 5 июля 1937 года — начальник отдела госсъемки и картографии УНКВД Саратовской области.
С 1937 по 29 января 1939 года — начальник ОМЗ УНКВД (отдела мест заключения) Саратовской области.
В 1939 году уволен в запас с исключением из партии (восстановлен в 1950-е годы).
Умер в 1970 году в Москве.

## Награды
- Знак «Почетный работник ВЧК—ОГПУ (V)» № 421 1928;
- Знак «Почетный работник ВЧК—ОГПУ (XV)» 04 февраля 1933.